# Дюны (станция)
Дю́ны — исчезнувшая железнодорожная станция, конечная на линии Приморской Петербург-Сестрорецкой железной дороги (Санкт-Петербург — Сестрорецк — Дюны). Располагалась вблизи самой высокой песчаной горы сестрорецких окрестностей. В настоящее время эта территория входит в Курортный район Санкт-Петербурга как внутригородское муниципальное образование город Сестрорецк.

## История
В 1900 году, после строительства Сестрорецкого курорта, новой целью П. А. Авенариуса стало продление железной дороги от станции Курорт до границы с Великим княжеством Финляндским по песчаным дюнам, которые начали активно застраиваться дачами и благотворительными пансионатами. Одновременно с разрешением на продление дороги было получено разрешение и на строительство гужевого моста через реку Сестру на пограничном рубеже, в месте её слияния с Граничным ручьём. Ранее на том месте был мост старого Выборгского тракта, служившего транспортным сообщением России с Финляндией. Старый мост был снесён после строительства Финляндской железной дороги. Строительство нового моста, таможенного пункта и железнодорожной ветки к ним могло бы обеспечить дорогу к русской дачной колонии на финском берегу, в местности Куоккала, а также в короткий срок способствовать освоению новых земель в районе Заречной части, на правом берегу реки Сестры.
В мае 1900 года разрешение на строительство железной дороги от начальника Санкт-Петербургского таможенного округа было получено, и уже к лету 1900 года через Заводскую Сестру около Курорта был сооружён железнодорожный мост. Строительство замедлилось из-за большого объёма земляных работ по преодолению крутых песчаных дюн, строительства моста для гужевого транспорта и таможенного здания. Планировалось открыть на границе и почтовое отделение. 17 августа 1902 года началось рабочее движение поездов по новой ветке. Состав из паровоза и двух-трёх вагонов, отправлявшийся со станции Курорт, за 10 минут успевал проехать платформу Школьную и, миновав песчаную дюну, прибывал на конечный пункт — Дюны. Деревянное одноэтажное здание станции включало в себя зал ожидания и небольшие пристройки для служебного персонала. Высокий павильон зала ожидания был хорошо освещён, благодаря занимавшему всю стену панорамному окну. Путь от платформы до таможенного пункта и пограничного моста шёл вниз по косогору, расстояние составляло около 300 метров.
С открытием движения до финляндской границы окружавшая местность стала заселяться, цены на землю выросли. Состоятельные дачники нашли для себя неудобным отсутствие вблизи переходного пункта культового сооружения, и при поддержке Петра Авенариуса создали комитет по строительству церкви на заречных участках. Возглавила комитет супруга Авенариуса — Мария Яковлевна. В 1903 году напротив станции Дюны на подготовленной площадке всего за четыре месяца была построена Дюнская церковь. Возведена она была на средства владельцев дач Заречной части, а также «засановных». Часть средств вложил и П.А. Авенариус. 30 ноября 1904 года церковь во имя Христа Спасителя освятили. В её архитектуре прослеживаются элементы «северного модерна». В конце 1908 года Авенариус получил разрешение об устройстве в ограде церкви семейного склепа, а 1 декабря 1909 года Петра Александровича не стало. Через три дня он был похоронен в ограде церкви. На могиле был установлен памятник из белого мрамора с надписью: «Созидателю сего храма, преобразователю глухой местности в Сестрорецкий Курорт П. А. Авенариусу».
За несколько лет Заречная часть преобразилась постройкой целых улиц дач. Построены благотворительные учреждения — Сестрорецкий детский санаторий имени Колачевской Е. В., санаторий общества Последователей Гомеопатии, школьные дачи, санаторий общества попечения бедных детей (ныне это территория санатория Детские Дюны).
Дюнское почтовое отделение в 1917 году не открылось. Дачные массивы теряли своих хозяев. С начала 1918 года перестала работать ветка железной дороги Курорт - Дюны. В 1919 году церковь сгорела. После наводнения 1924 года рельсы демонтировали для постройки кольцевого участка Курорт-Белоостров. На территории началось строительство укреплений (ДОТов) системы КаУР. Во время Великой Отечественной войны здесь проходила линия фронта с августа 1941 года по 10 июня 1944 года.
Начиная с послевоенных времён, территория продолжает активно застраиваться рекреационными учреждениями и дачными поселениями. Территория Сестрорецка и других населённых пунктов Курортного района с годами приобрела статус одних из самых престижных городских районов.

## Фотогалерея

Исторические фотографии
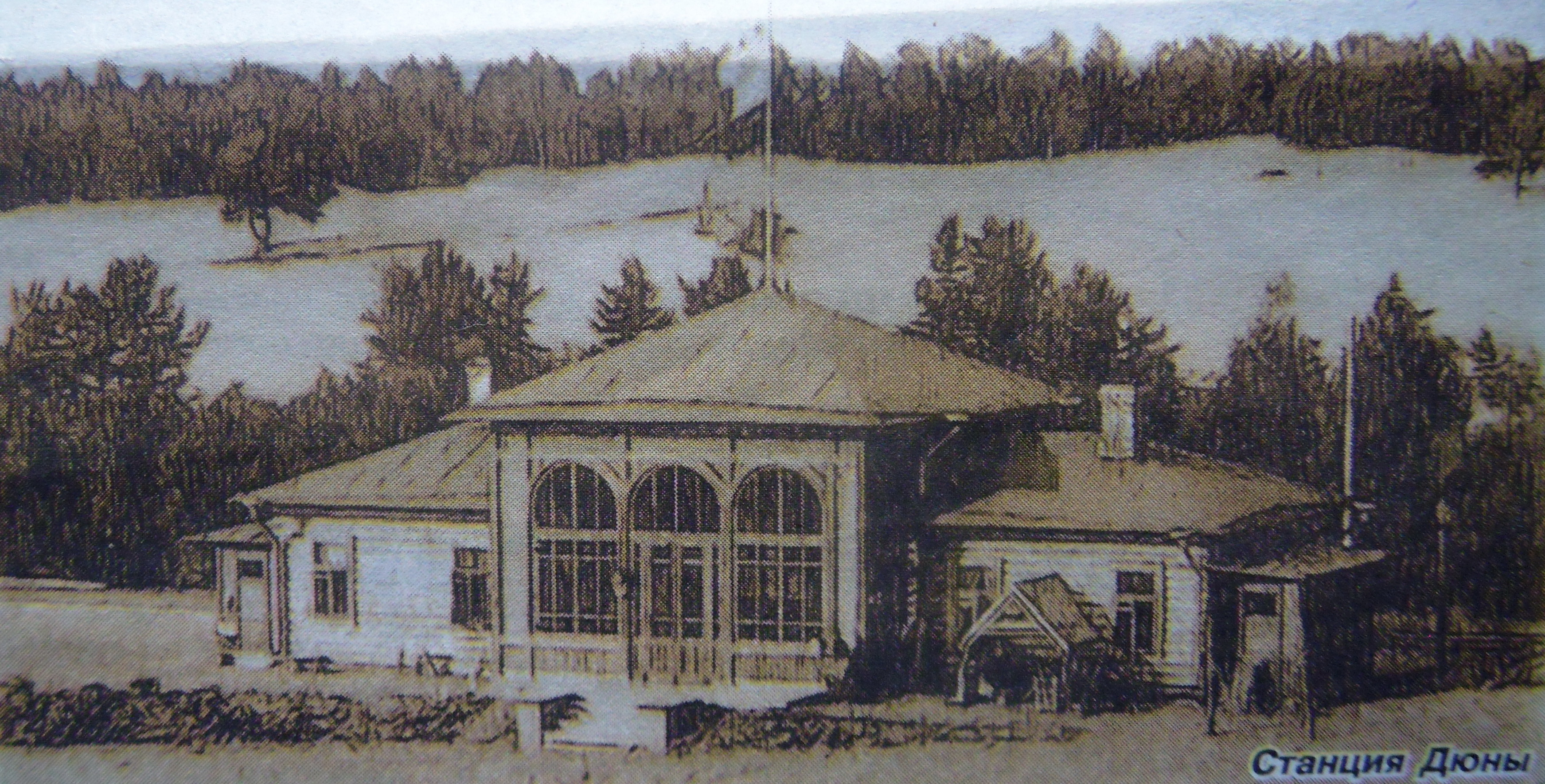
Станция Дюны под Сестрорецком до 1917 года
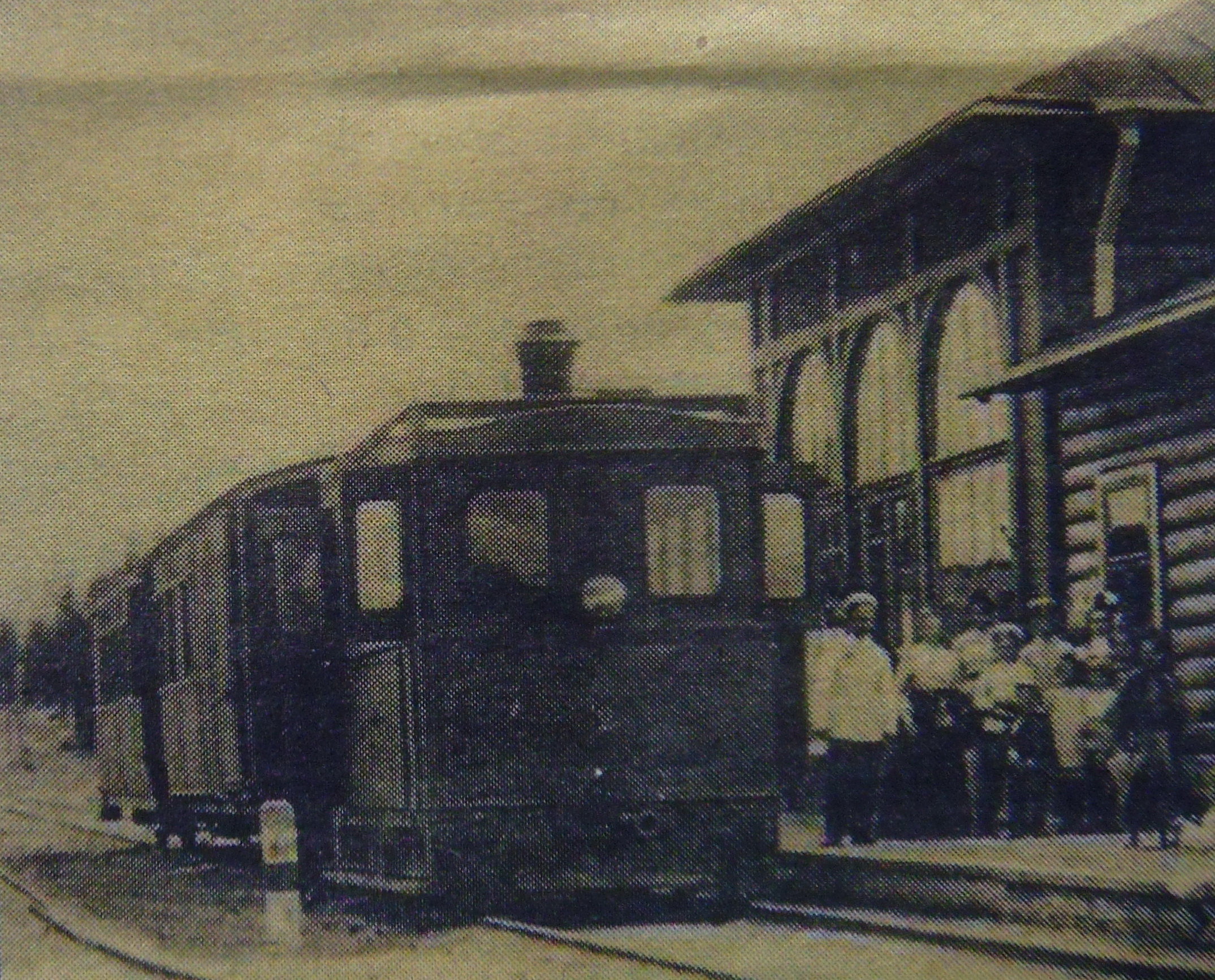
На станции Дюны под Сестрорецком до 1917 года
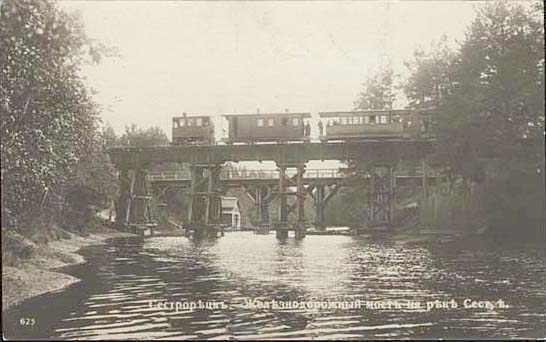
Железнодорожный мост на р. Сестре
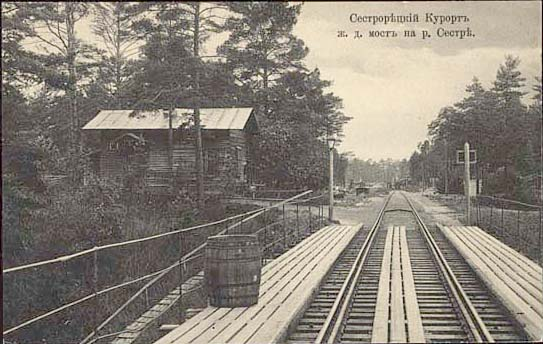
Мост на р. Сестре
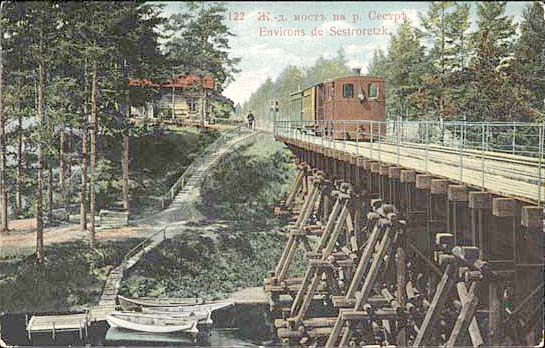
Мост на р. Сестре
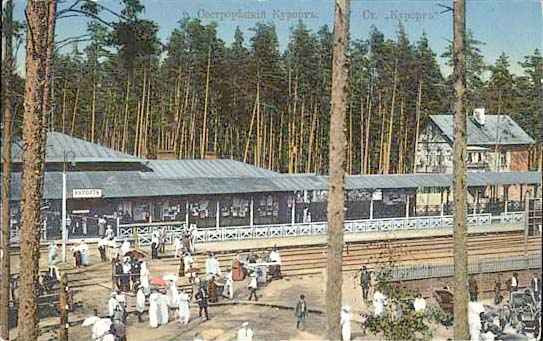
Станция Курорт. 1900 г.
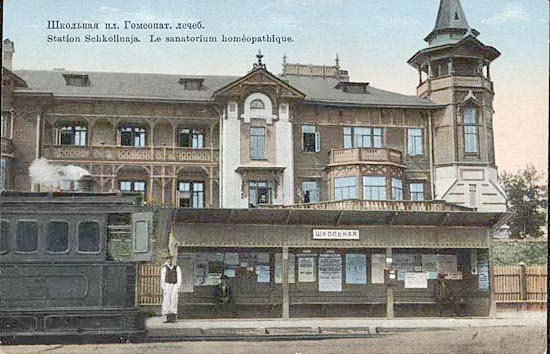
Платформа «Школьная»
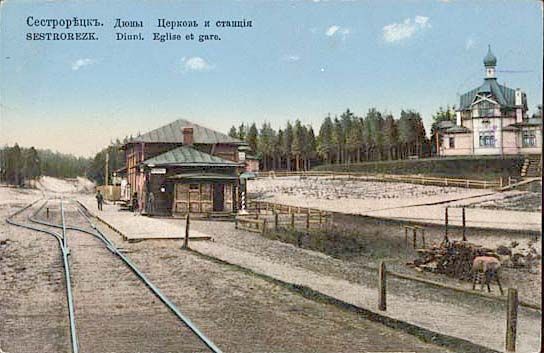
Станция Дюны до 1917 года
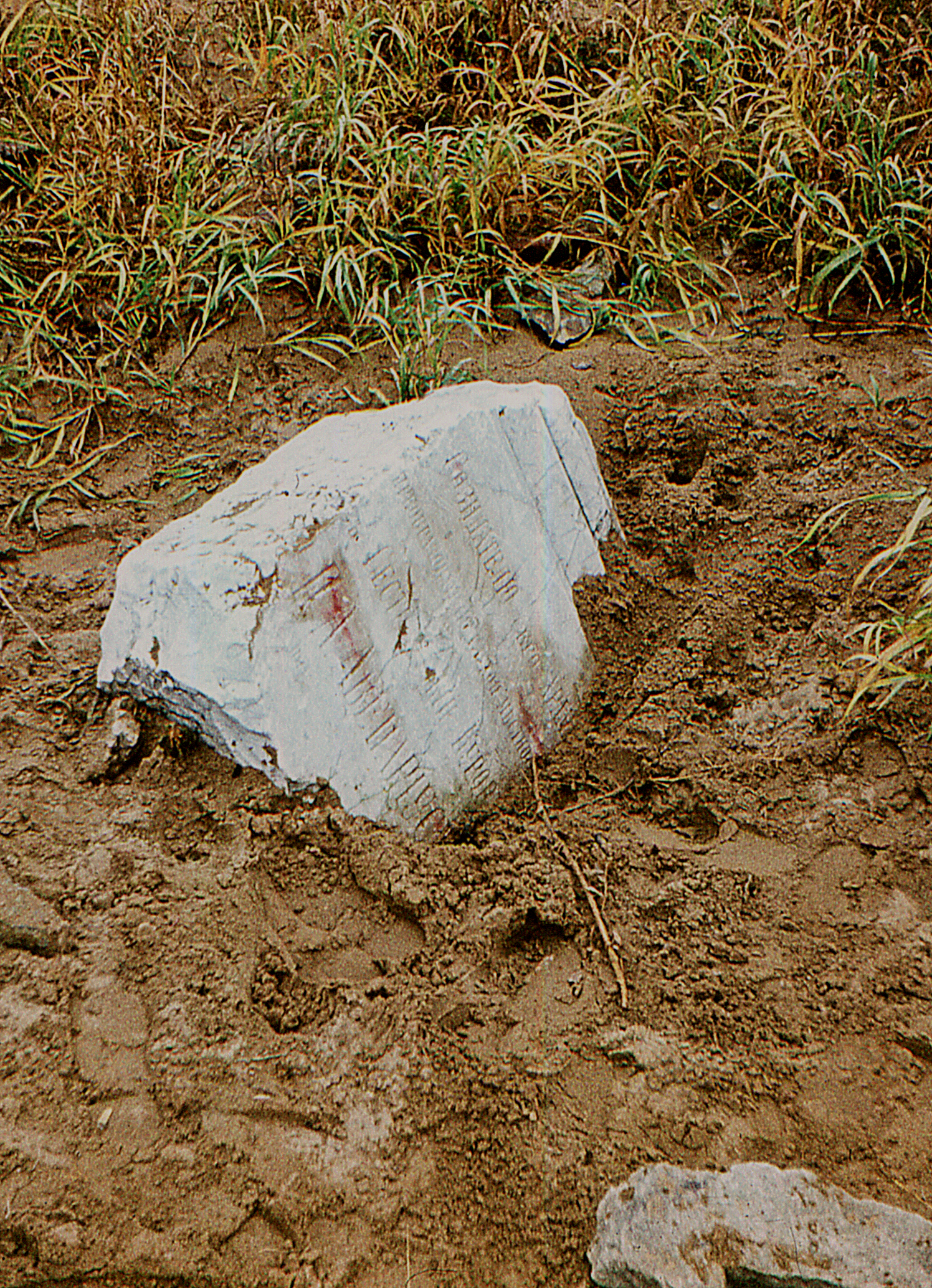
Бывшая могила П.А. Авенариуса
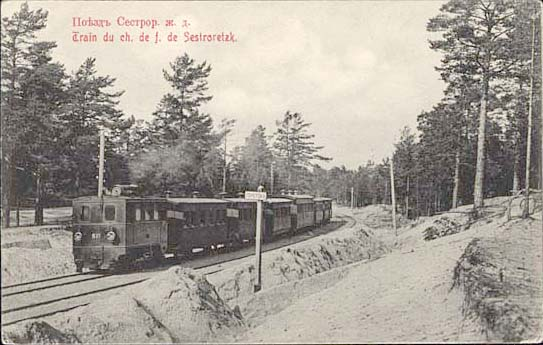
Поезд Сестрорецкой железной дороги